# خط طول 1° شرق
خط طول 1° شرق هو أحد خطوط الطول الجغرافية، والتي تمتد من القطب الشمالي الجغرافي إلى القطب الجنوبي الجغرافي، وحسب التحويل الزمني يتقدم خط طول 1° شرق عن خط غرينتش بـ4 دقائق.

## من القطب إلى القطب
ينطلق خط طول 1° شرق من القطب الشمالي نحو القطب الجنوبي مرورا بالمناطق التي ترد في الجدول التالي:
| الإحداثيات                       | البلد أو الإقليم أو البحر | ملاحظات                                                                                         |
| -------------------------------- | ------------------------- | ----------------------------------------------------------------------------------------------- |
| 90°0′N 1°0′E / 90.000°N 1.000°E  | المحيط المتجمد الشمالي    |                                                                                                 |
| 81°35′N 1°0′E / 81.583°N 1.000°E | المحيط الأطلسي            |                                                                                                 |
| 61°0′N 1°0′E / 61.000°N 1.000°E  | بحر الشمال                |                                                                                                 |
| 52°58′N 1°0′E / 52.967°N 1.000°E | المملكة المتحدة           | إنجلترا, مرورا عبر Stowmarket، سوفولك (في 52°11′N 1°0′E / 52.183°N 1.000°E)                     |
| 51°47′N 1°0′E / 51.783°N 1.000°E | بحر الشمال                |                                                                                                 |
| 51°21′N 1°0′E / 51.350°N 1.000°E | المملكة المتحدة           | إنجلترا, مرورا بغرب وايتستابل، كنت (في 51°21′N 1°1′E / 51.350°N 1.017°E)                        |
| 51°1′N 1°0′E / 51.017°N 1.000°E  | بحر المانش                |                                                                                                 |
| 49°55′N 1°0′E / 49.917°N 1.000°E | فرنسا                     |                                                                                                 |
| 47°47′N 1°0′E / 47.783°N 1.000°E | إسبانيا                   |                                                                                                 |
| 41°2′N 1°0′E / 41.033°N 1.000°E  | البحر الأبيض المتوسط      | مرورا بغرب the جزيرة إيبيزا (جزيرة) (في 38°54′N 1°13′E / 38.900°N 1.217°E)                      |
| 36°28′N 1°0′E / 36.467°N 1.000°E | الجزائر                   |                                                                                                 |
| 21°13′N 1°0′E / 21.217°N 1.000°E | مالي                      |                                                                                                 |
| 15°0′N 1°0′E / 15.000°N 1.000°E  | النيجر                    |                                                                                                 |
| 13°33′N 1°0′E / 13.550°N 1.000°E | بوركينا فاسو              |                                                                                                 |
| 13°22′N 1°0′E / 13.367°N 1.000°E | النيجر                    | A section of the border with بوركينا فاسو runs parallel to the meridian, about 1 km to the west |
| 13°3′N 1°0′E / 13.050°N 1.000°E  | بوركينا فاسو              |                                                                                                 |
| 11°5′N 1°0′E / 11.083°N 1.000°E  | بنين                      |                                                                                                 |
| 10°13′N 1°0′E / 10.217°N 1.000°E | توغو                      |                                                                                                 |
| 6°18′N 1°0′E / 6.300°N 1.000°E   | غانا                      |                                                                                                 |
| 5°55′N 1°0′E / 5.917°N 1.000°E   | المحيط الأطلسي            |                                                                                                 |
| 60°0′S 1°0′E / 60.000°S 1.000°E  | المحيط الجنوبي            |                                                                                                 |
| 69°51′S 1°0′E / 69.850°S 1.000°E | القارة القطبية الجنوبية   | أرض الملكة مود، المطالب الإقليمية بالقارة القطبية الجنوبية by النرويج                           |